# Gambit (film)
Gambit (ang. Gambit) – amerykańska komedia kryminalna z 1966 roku w reżyserii Ronalda Neame’a.

## Obsada
- Shirley MacLaine - Nicole Chang
- Michael Caine - Harry Tristan Dean
- Herbert Lom - Ahmad Shahbandar
- Roger C. Carmel - Ram
- Arnold Moss - Abdul
- John Abbott - Emile Fournier
- Richard Angarola - pułkownik Salim

## Nagrody
Film został nominowany do trzech Oscarów:
- Najlepsza scenografia (Alexander Golitzen, George C. Webb, John McCarthy Jr., John P. Austin)
- Najlepsze kostiumy (Jean Louis)
- Najlepszy dźwięk (Waldon O. Watson)

oraz trzech Złotych Globów:
- Najlepsza komedia lub musical
- Najlepszy aktor w komedii lub musicalu (Michael Caine)
- Najlepsza aktorka w komedii lub musicalu (Shirley MacLaine)